# Søren Bølle
 Der er for få eller ingen kildehenvisninger i denne artikel, hvilket er et problem. Du kan hjælpe ved at angive troværdige kilder til de påstande, som fremføres i artiklen.

Søren Jensen Bølle var stifter af zionitterne (ikke at forveksle med zionisterne). Zionitterne var et pietistisk religionssamfund, som praktiserede voksendåb og afviste kirkelige vielser og begravelser.
Søren Jensen Bølle blev født i 1714 i Østerbølle Sogn, Viborg Stift, Jylland. Han var søn af skrædder Jens Christensen og Karen Simonsdatter. I 1734 blev han student på Aarhus Katedralskole. Som ung teologistuderende mødte han i København den radikale pietisme og herrnhutismen. Herrnhutismen var i Danmark repræsenteret ved Den herrnhutiske Brødremenighed i Christiansfeld. I 1730'erne fandtes i København flere grupper af de såkaldte "Brødremenighedens Venner", som i 1739 fandt sammen og dannede Det københavnske Brødre-Societet.
Han rejste i 1737 til Krefeld, hvor han mødte de døbersk-pietistiske tunkere og Elberfeld, hvor han stifter bekendtskab med Elias Eller og Zionitterne. Efter mødet med pietismen og zionitterne besluttede han sig for at sejle til Norge for der at bosætte sig som fri bonde. Han slog sig ned i Drammen (ca. 15 km vest for Oslo), hvor han efterhånden blev en central skikkelse i byens herrnhuterske menighed.
I 1740 rejste han tilbage til København og afsluttede sit teologiske studium. I 1741 begyndte han for alvor at spekulere over at bryde med statskirken. Han var motiveret af modstand mod kirkens ydre ordninger og skepsis overfor syndsforladelse for hyklere. I 1742 giftede han sig med præstedatteren Anniken Wulfsberg. uden den lovbefalede kirkelige vielse.
Som konsekvens af hans teologiske synspunkter begyndte han i 1742 at døbe voksne mennesker ved fuldstændig neddykning i elven ved Drammen og at begrave "troende" uden statskirkens medvirken. Han etablerede efterhånden en egen menighed, som blev kaldt Det nye Zion. Medlemmerne blev omtalt som zionitterne; og Bølle som deres apostel. Menigheden var inspireret såvel af herrnhutisme som af radikale pietistiske kredse i Tyskland som zionitter, inspirerede og tunkerne.
Bevægelsen Det nye Zion spredte sig hurtigt på Østlandet - herunder til Kongsberg og Asker. I sommeren 1742 blev Søren Jensen Bølle og 3 andre zionitter (skomagersvend Johannes Halvorsen, borger Niels Marcussen og skoleholder Jørgen Kleinow) indsat i tugthuset i Christiania. De blev stillet for retten med den anklage, at det ikke var tilladt at afholde gudelige forsamlinger eller skabe gudelige fællesskaber uden for statskirken. I 1743 blev de forvist til de religiøse fristeder. Søren Jensen Bølle valgte at slå sig ned i det holstenske Altona. Han forsøgte at få andre af de norske zionitter til at emigrere, hvilket lykkedes, da en gruppe på 48 i sommeren 1744 emigrerede til Altona.
Efter et par år begyndte fællesskabet at gå i opløsning; og i 1747 vendte en del af gruppen tilbage til Norge. En anden del sluttede sig til mennonitterne i Altona.
I 1749 valgte han at blive gift formel og legalt i kirken. Han døde i Altona som en fattig mand i 1780'erne.